# Grønlænderrul
 Der er for få eller ingen kildehenvisninger i denne artikel, hvilket er et problem. Du kan hjælpe ved at angive troværdige kilder til de påstande, som fremføres i artiklen.

Grønlænderrul er en betegnelse for en redning, der bruges når en kajak vælter. Der findes en række forskellige rul, som oprindeligt har været brugt i forskellige nødsituationer. Bl.a. Norsaq rul, hvor norsaqen eller kastetræt, som blev brugt til at kaste harpunen med blev brug som hjælpemiddel i rullet, hvis man væltede efter et harpunkast og ikke havde åren i hånden. Eller et albuekrog rul, hvor åren holdes i den ene hånd og fastholdes med albuebøjningen i rullet. Dette rul skal bl.a have det formål at kunne rulle op hvis man vælter med sin dyrebare kniv i hånden og ikke kan slippe den.
Oprindeligt var rullet en overlevelsesredning, da man ellers må forlade en væltet kajak for at redde sig, og i arktiske farvande langt fra en lejr kan dette være fatalt.
I dag dyrkes rullet stadig som en god redningsøvelse og som sport. Der afholdes bl.a. DM i havkajakteknik og rul, hvor der kan konkurreres i 30-35 forskellige grønlandske rul, det sidste er et såkaldt hvalrostræk, hvor en flok mennesker trækker i en line der går under kajakken, for at simulere trækket fra en harpuneret hvalros, og så skal roeren yde modstand og holde sig oppe.